# من سربه‌راهم (فیلم)
من سربه‌راهم (به انگلیسی: I Walk the Line) فیلمی محصول ۱۹۷۰ و به کارگردانی جان فرانکن‌هایمر و بازیگری گریگوری پک و تیوزدی ولد است. فیلم داستان کلانتری به نام هنری تاوز (گرگوری پک) که رابطه خود را با یک دختری روستایی به نام آلما مک کین (ولد تیوزدی) گسترش می‌دهد.

## داستان فیلم
هنری تاوز، یک کلانتر در شهر کوچک تنسی است که از همسرش الن و زندگیش خسته شده است. مردی با اصول اخلاقی قوی و عجول در قضاوت دیگران که قانون را سرسختانه دنبال می‌کند، روزی دختری به نام آلما را ملاقات می‌کند، دختری جوان و زیبا که زندگی هنری را دگرگون می‌کند و او که قادر به جلوگیری از احساسات خود نیست رابطه خود را با آلما آغاز می‌کند. اما در شهر کوچک تنسی هیچ رازی مدت زیادی مخفی نمی‌ماند.